# Villa Paulsro

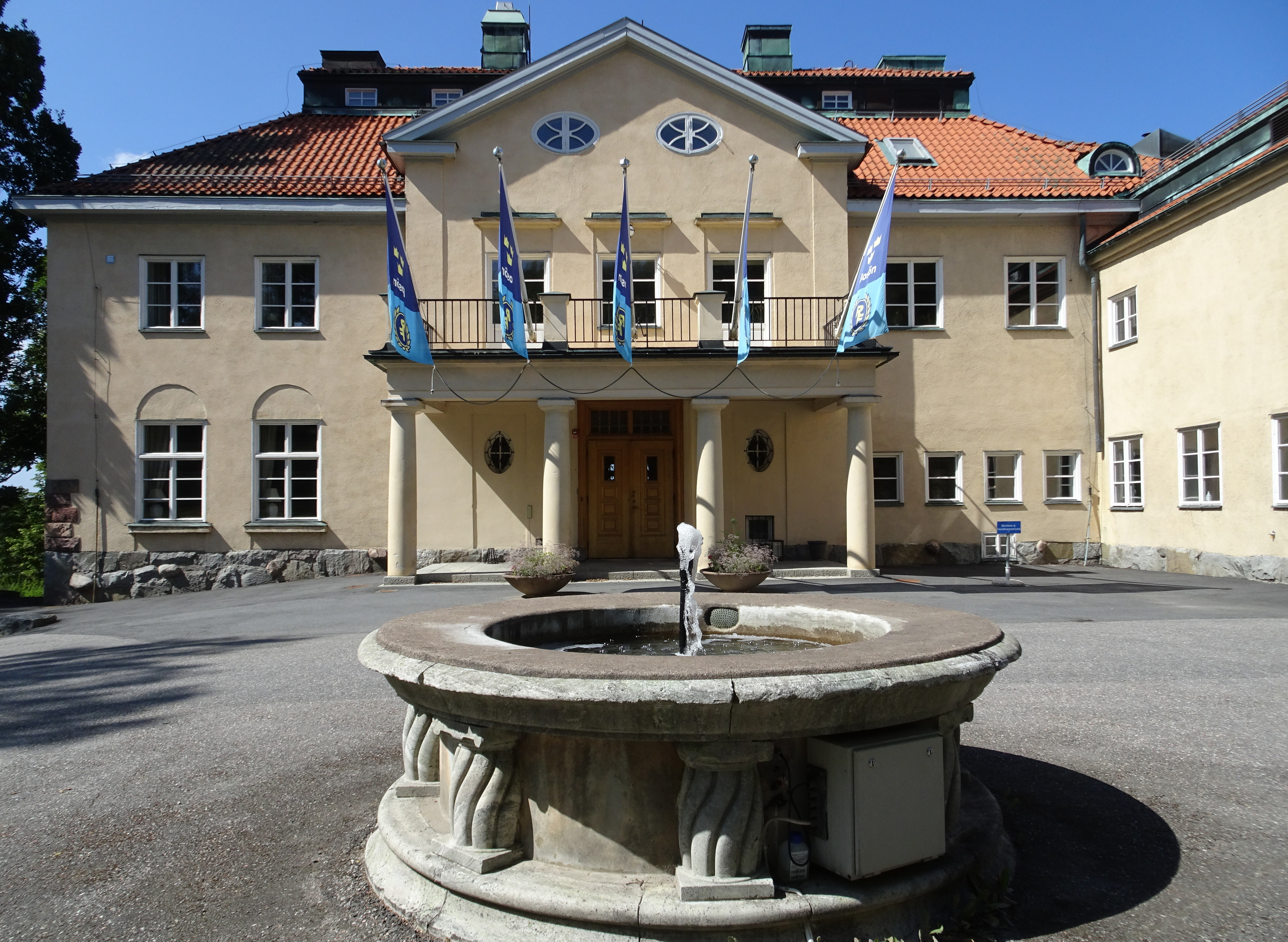
Paulsro från entrésidan med Grand Hôtels fontän, juli 2021.

Villa Paulsro (fastigheten Sotudden 1) är en villa belägen på Bosön i Lidingö kommun i Stockholms län. Byggnaden uppfördes 1924 efter ritningar av arkitekt Edvard Bernhard för affärsmannen Paul U. Bergström.

## Historik

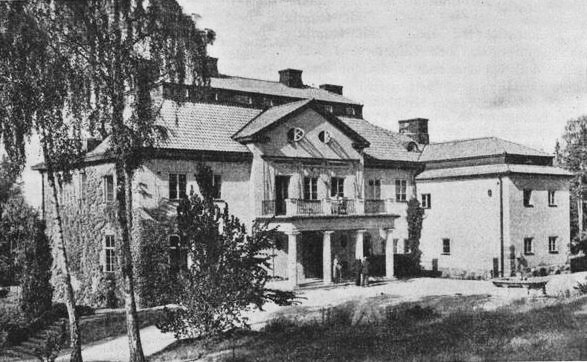
Paulsro på 1940-talet.

Fastigheten som inbegrep Sotudden på centrala Bosön förvärvades i början av 1900-talet av Paul U. Bergström, grundaren av varuhuset PUB i Stockholm. Till att börja med lät han uppföra ett sommarhus på tomten, det är den rödmålade byggnaden med punschveranda som står nära vattnet.
År 1924 byggdes den stora villan som Bergström kom att använda som sin permanentbostad fram till sin död 1934. Han kallade sin bostad Villa Paulsro. Till arkitekt anlitades Edvard Bernhard vilken ritade en monumental byggnad i två våningar som står i sluttningen mot Askrikefjärden. Entrén accentuerades av en frontespis och en kolonnburen altan. Mot norr vidgar sig källarvåningen till en stor terrass. Till anläggningen hörde även en prydnadsdamm vid husets norra sida och en mindre rund och stenskodd hamnbassäng vid fjärden. 
När Grand Hôtel under 1923 genomförde en större renovering av vinterträdgården i Grand Hôtel Royal och tog bort den stora vattenfontänen som var placerad mitt i stora salen, inköptes den av Paul U. Bergström som placerade den mitt på gårdsplan framför entrén till sin Villa Paulsro, där den står än idag (2021).

## Villans vidare öden

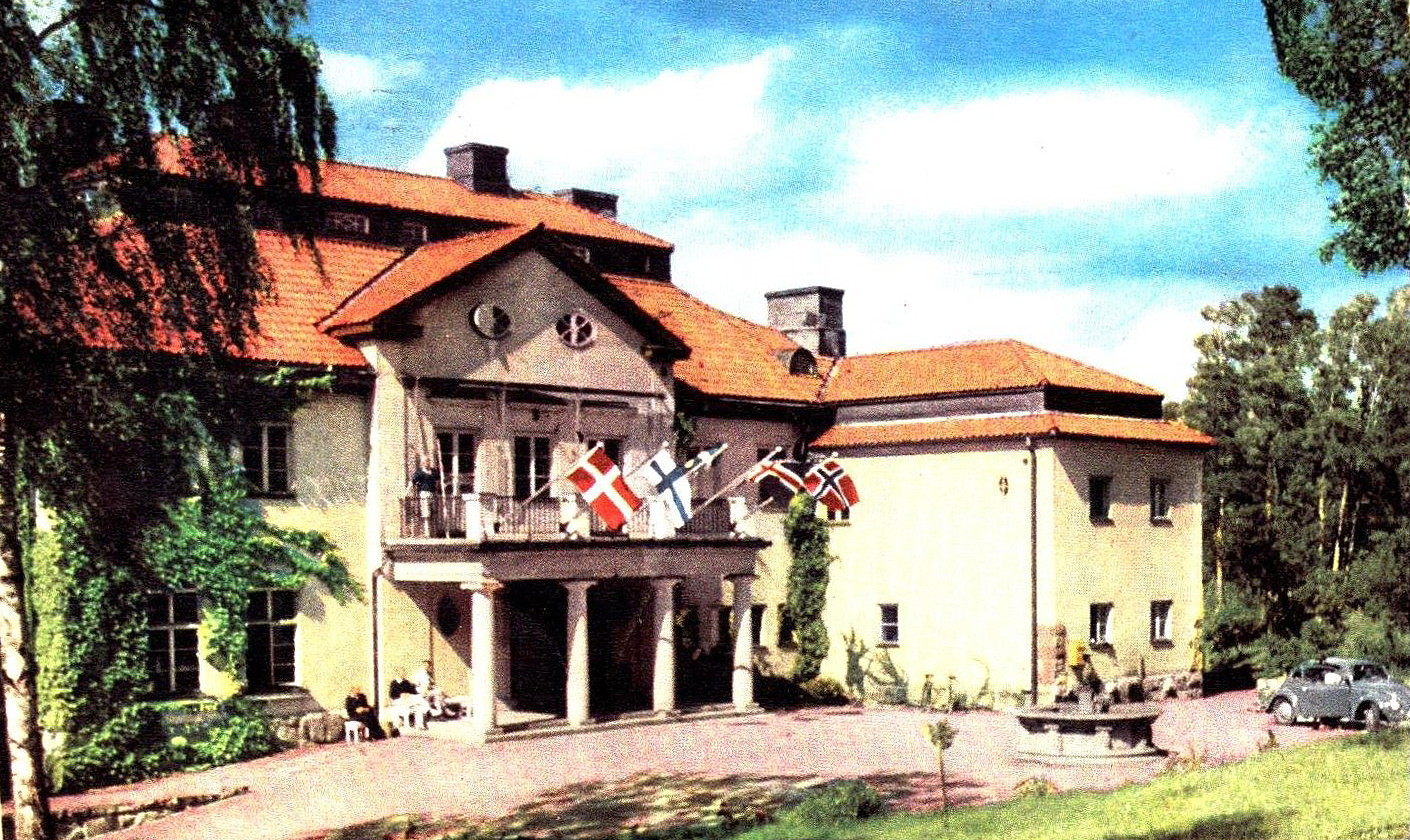
Paulsro på 1950-talet.

Fastigheten på 67 000 kvadratmeter och alla hus som hade uppförts på Bergströms tid köptes in av Riksidrottsförbundet från Paul U. Bergströms dödsbo 1938. Byggnaden användes därefter som Riksidrottsförbundets Idrottsinstitut och ingår numera i Riksidrottsförbundets utvecklingscentrum på Lidingö. Villa Paulsro döptes efter förvärvet om till Mästarvillan och används idag för konferenser och kursverksamhet inom skolans verksamhetsområde. Namnet Mästarvillan kommer av att de olika lokalerna i huset är namngivna efter idrottskvinnor och idrottsmän som har mottagit Svenska Dagbladets bragdmedalj.
Från 1940 hyrdes hela anläggningen av Försvarsstabens kryptoavdelning, 1942 ombildat till FRA, för bedrivande av signalspaning. Anläggningen gick under beteckningen Krybo (KRYptoavdelningen BOsön). På Krybo bedrevs radiospaning mot sovjetisk, tysk, brittisk och annan radiotrafik samt analys och kryptoforcering. Verksamheten pågick till 1943, då FRA flyttade till lokaler på Lovön.
På Askrikefjärden utanför fanns under kriget en torpedskjutningsbana. 
När Riksidrottsförbundet under början av 1990-talet lämnade sitt engagemang i Vålådalen och Lillsved för att satsa ytterligare på Bosön fick Mästarvillan en rejäl upprustning till modern konferensanläggning med restaurang.

### Bilder

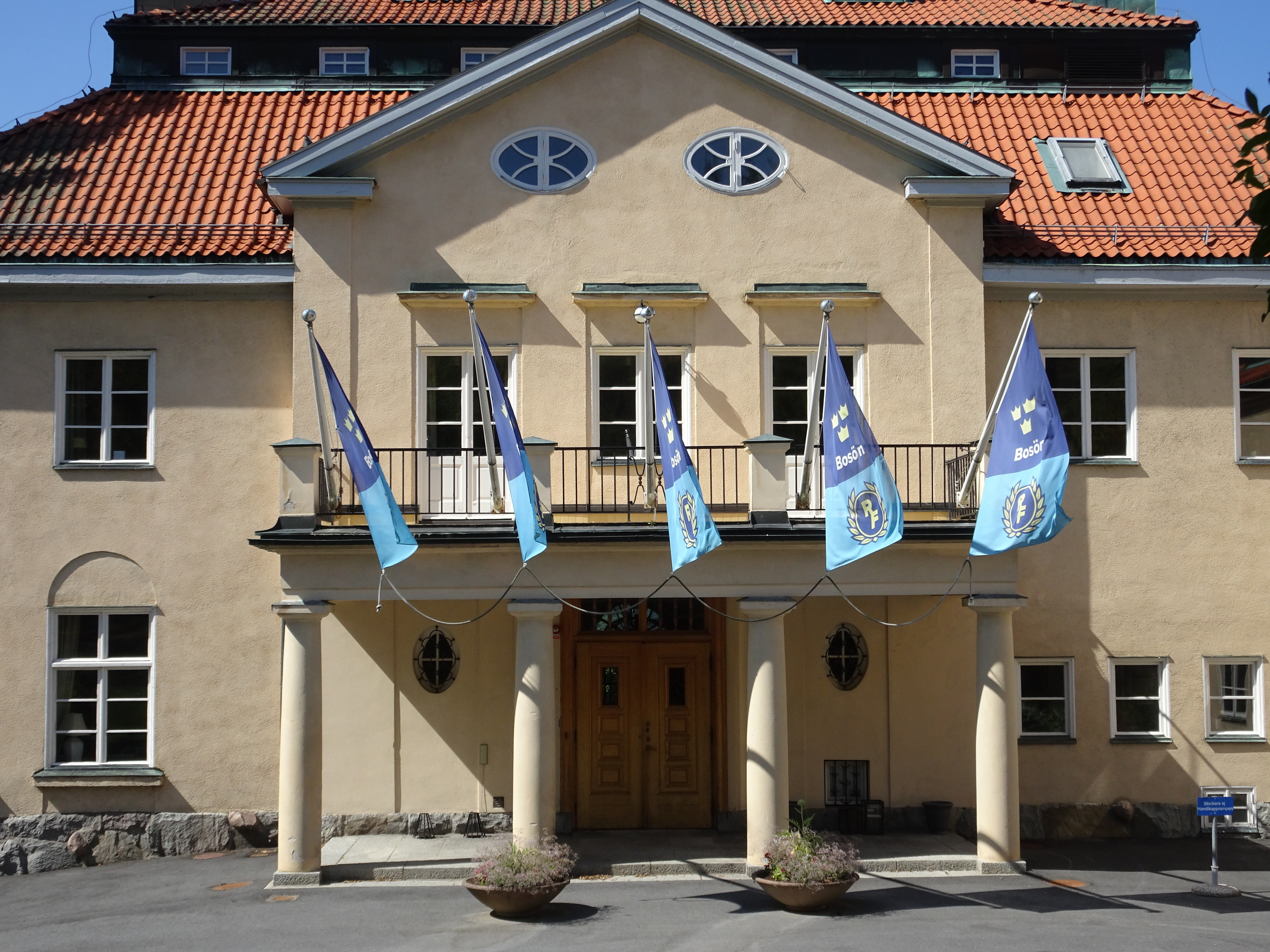
Entrén.
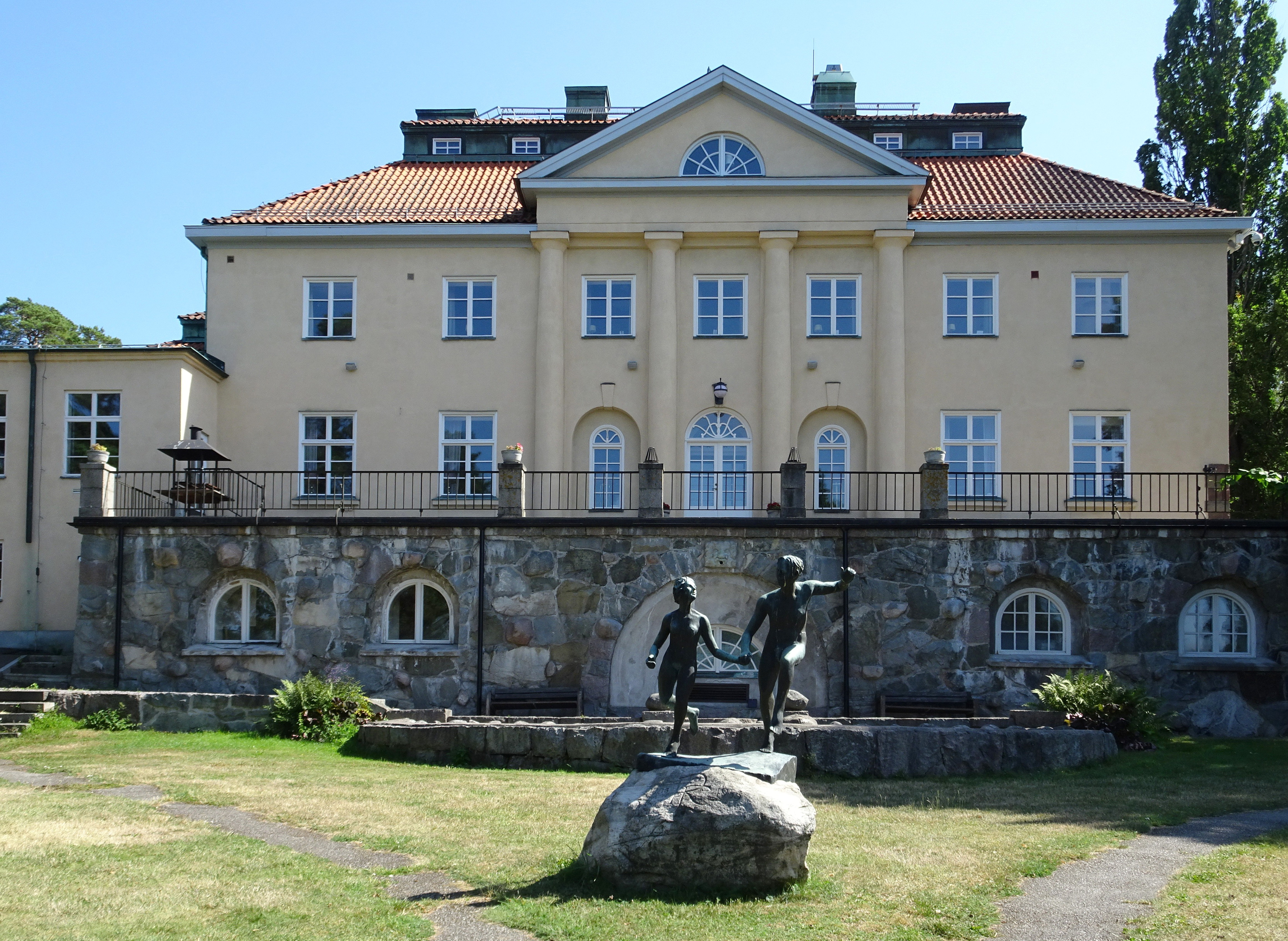
Fasad mot norr.
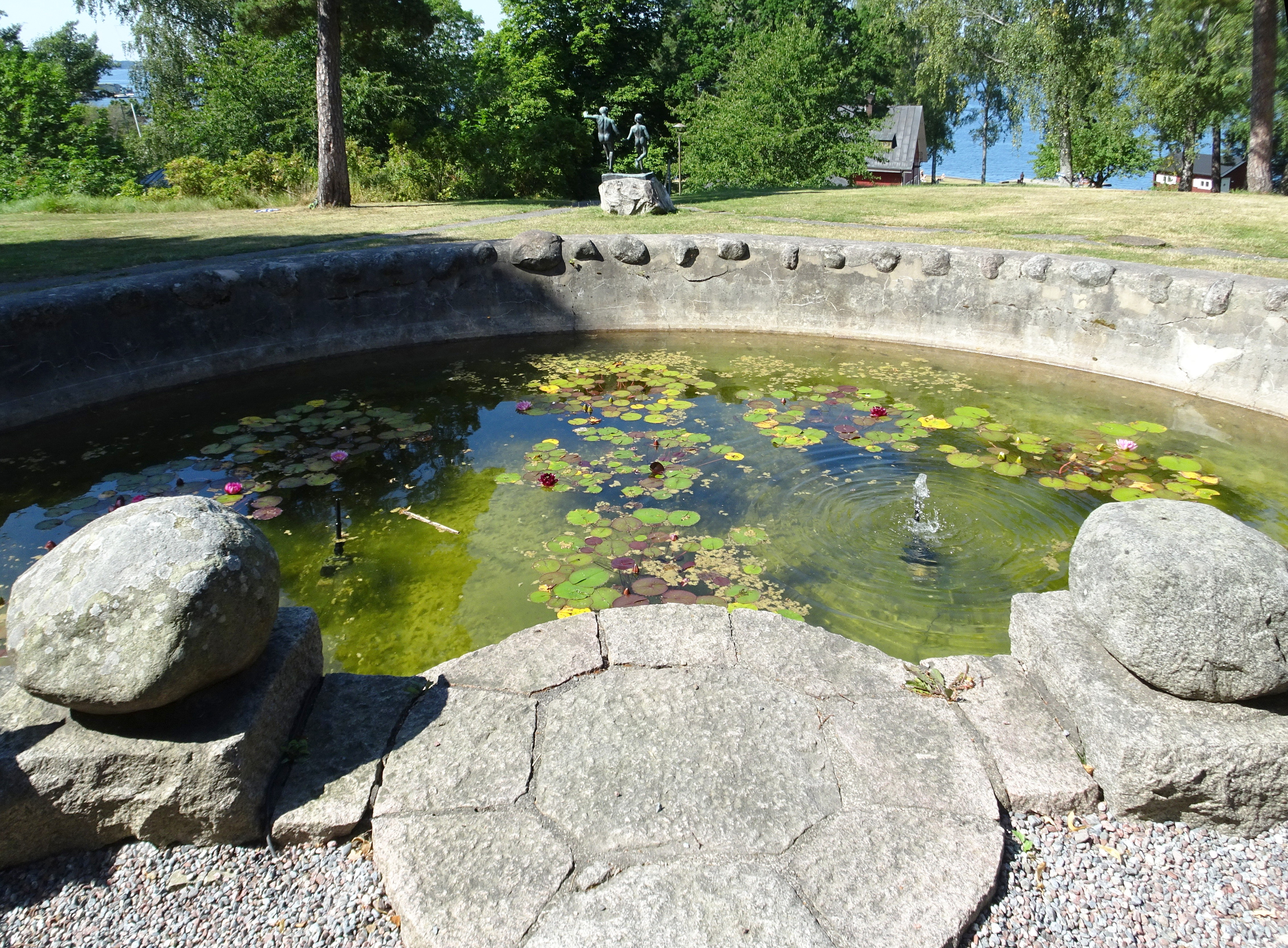
Prydnadsdammen.
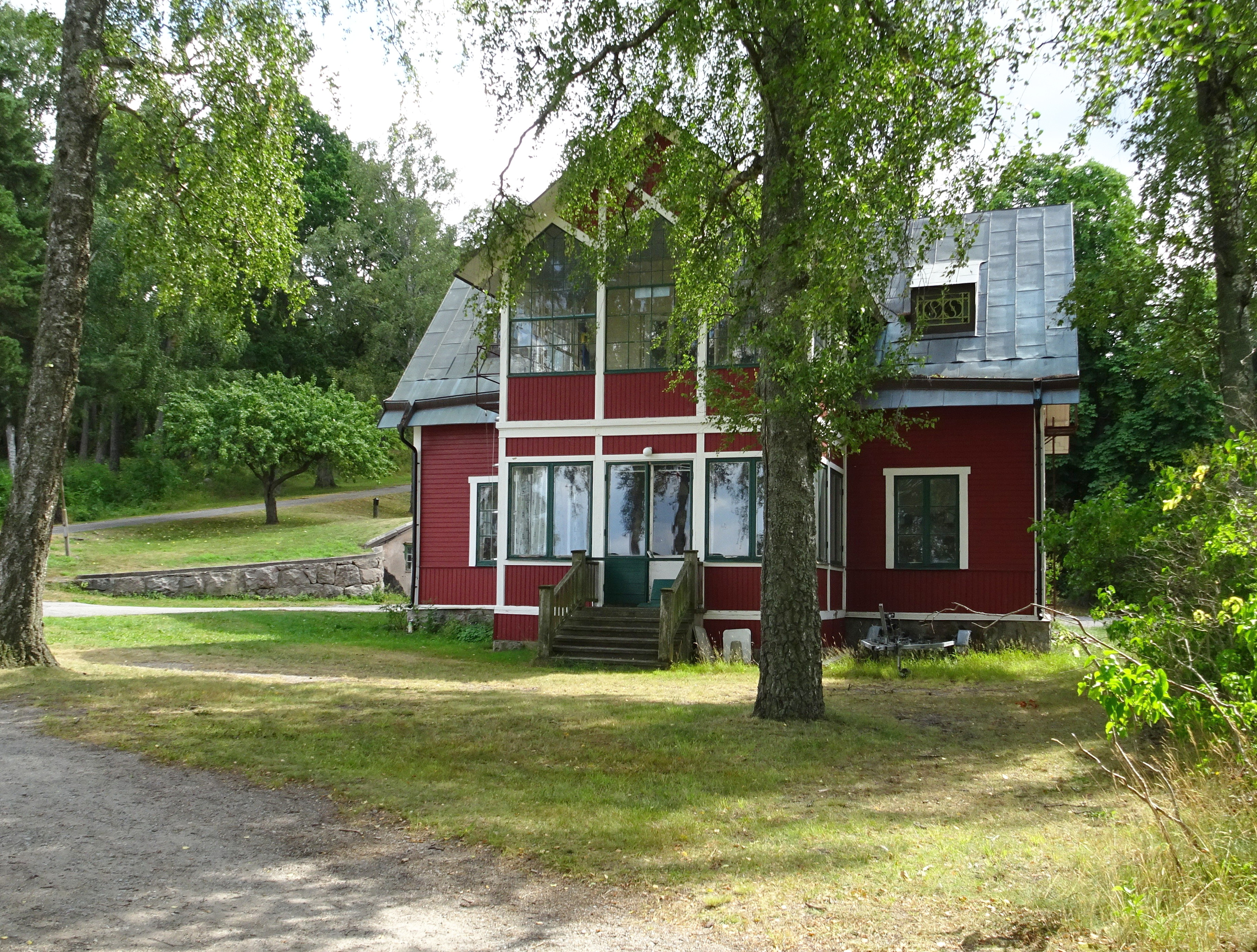
Sommarvillan.
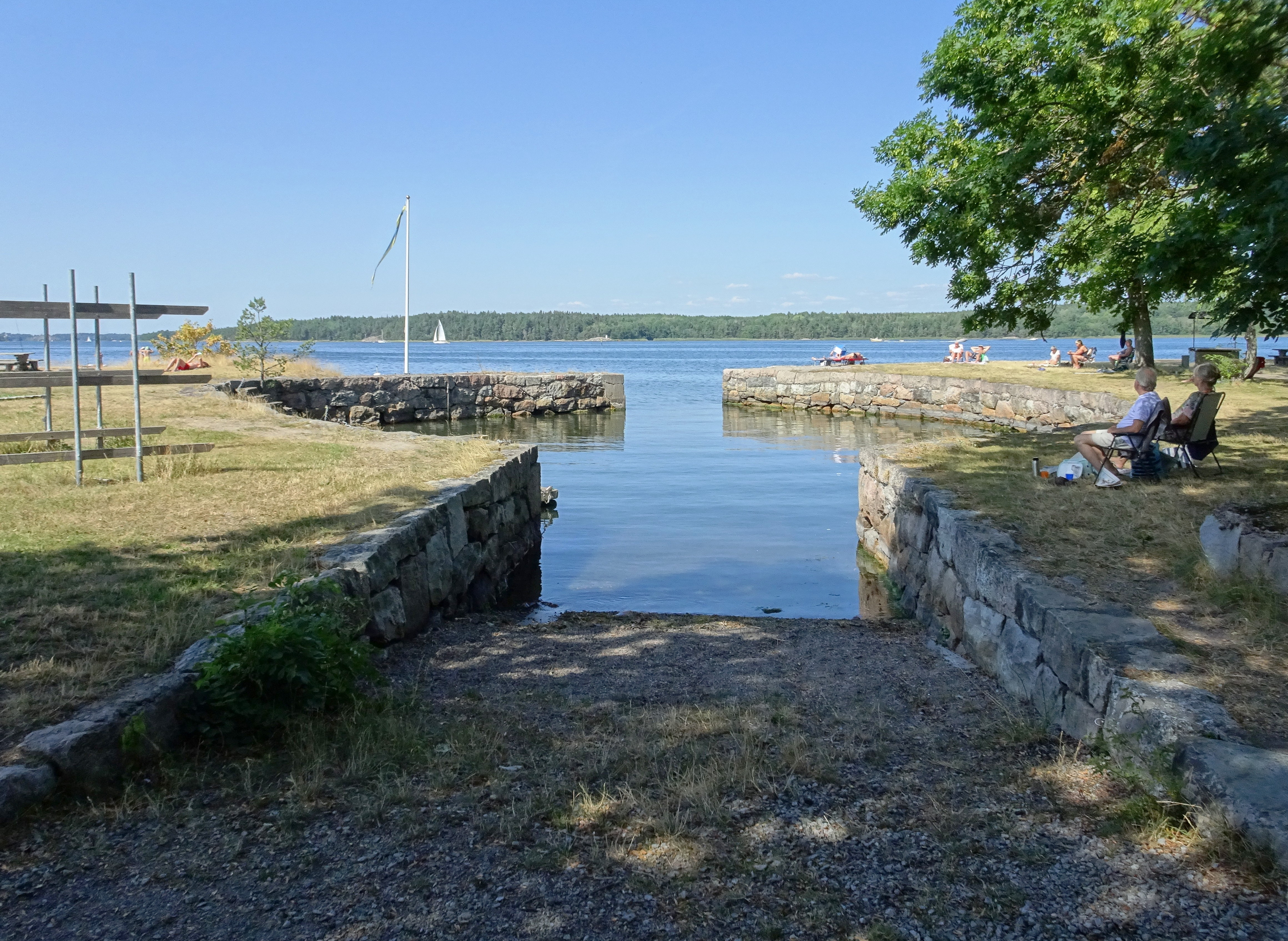
Hamnbassängen.